# Hiroshima, Meu Amor
Hiroshima mon amour (bra: Hiroshima, Meu Amor; prt: Hiroshima, Meu Amor) é um filme franco-japonês de 1959, do gênero drama romântico, dirigido pelo cineasta Alain Resnais, com roteiro de Marguerite Duras.
A história é sobre um relacionamento amoroso entre uma mulher francesa e um japonês. O filme fez uso inovador de flashbacks. É considerado um dos filmes mais importantes da história do cinema, o filme ganhou muita polêmica na época de lançamento por possivelmente ofender descendentes alemães e por esse motivo ele foi tirado da competição oficial do Festival de Cannes em 1959, apenas sendo apresentado e sem poder concorrer a Palma de Ouro como os outros.  
É um dos grandes ícones do cinema francês e um dos mais famosos e influentes da Nouvelle Vague.  
Jean-Luc Godard sobre o filme: "O primeiro filme sem nenhuma referência cinematográfica", Claude Chabrol sobre o filme: "O filme mais belo que eu já vi", François Truffaut sobre o filme: "Uma vez que você viu Hiroshima mon amour, se torna impossível fazer filmes da mesma maneira que você costumava fazer".  

## Sinopse
Uma atriz francesa casada passa seu último dia na cidade de Hiroshima terminando sua participação em um filme sobre a paz e o seu relacionamento amoroso com um arquiteto japonês casado, que aos poucos a lembra de um trágico amor que ela teve durante a guerra. O filme analisa a memória, a psicologia, o comportamento dos personagens vivendo em um mundo sem perspectiva e com os traumas que os afligem.

## Elenco
- Emmanuelle Riva .... Ela
- Eiji Okada .... Ele
- Bernard Fresson .... Amante Alemão
- Stella Dassas .... A Mãe
- Pierre Barbaud .... O Pai

## Principais prêmios e indicações
| Prêmio        | Categoria                | Recipiente               | Resultado                   |
| ------------- | ------------------------ | ------------------------ | --------------------------- |
| Oscar 1961    | Melhor roteiro original  | Marguerite Duras         | Indicado                    |
| Palma de Ouro | Melhor filme             | Melhor filme             | Indicado                    |
| BAFTA 1960    | Prêmio das Nações Unidas | Prêmio das Nações Unidas | Venceu[carece de fontes?]   |
| BAFTA 1960    | Melhor filme             | Melhor filme             | Indicado[carece de fontes?] |
| BAFTA 1960    | Melhor atriz estrangeira | Emmanuelle Riva          | Indicada[carece de fontes?] |